# Crinifer zonurus
Crinifer zonurus là một loài chim trong họ Musophagidae.